# Anders Lerner
Anders Lerner, född 1958 i Södertälje, är en svensk dramaturg, teaterchef och teaterregissör.
En av grundarna till SommarTeatern i Södertälje som var verksam mellan 1981 och 1987. Därefter dramaturgistudier på Dramatiska Institutet i Stockholm. Åren 1991–1996  eget produktionsbolag med frilansuppdrag åt teatrar, företag och organisationer. Mellan 1996 och 2001 teaterchef på Teater Västmanland. Från oktober 2001 till juni 2007 teaterchef för Malmö Dramatiska Teater. Därefter frilansande dramaturg och regissör, och verksam som konsult/projektledare, för att hösten 2010 tillträda som chef för Luna kulturshus i Södertälje, med stadsbibliotek, konsthall, gästspelsscener och program/festivaler, ungdoms- och skolverksamhet m.m. Från maj 2014 till maj 2018 direktör för Kultur-, idrotts- och fritidsförvaltningen i Västerås stad. Mellan 2009 och 2011 ordförande i Naturskyddsföreningen Skåne, och från 2010 till 2012 engagerad i föreningens riksstyrelse. 